# Reading Recovery
Reading Recovery – krótkoterminowy, indywidualny program douczania czytania i pisania, prowadzony w godzinach szkolnych. Rozwinięty został w latach 1976–1991 przez Marie Clay, psychologa, badacza i pedagoga z Nowej Zelandii. Program przeznaczony jest dla dzieci 5 i 6-letnich, które po pierwszym roku formalnej nauki w szkole doświadczają trudności w rozwijaniu umiejętności czytania i pisania.
Dzieci kierowane są do programu na podstawie zarówno formalnych, standaryzowanych testów, które są częścią Reading Recovery, jak i nieformalnej obserwacji nauczyciela klasowego. Po ukończeniu programu większość jego uczestników dochodzi do poziomu umiejętności czytania i pisania swoich rówieśników w klasie, w wyniku tzw. efektu akceleracji, czyli przyspieszonego uczenia się. Uczniowie ci nie wymagają douczania w przyszłości, dlatego przyjmuje się, że program ten jest na dłuższą metę opłacalny, pomimo wysokich kosztów bieżących.

## Cel nauczania
Celem nauczania czytania i pisania w programie Reading Recovery jest kształtowanie u dziecka umiejętności samodzielnego rozwiązywania napotykanych problemów, by jak najszybciej mogło zrozumieć treść czytanego tekstu albo wyrazić własną treść w formie pisemnej. Najważniejsze jest utrzymywanie uwagi ucznia na przekazie treści, z podzielnością uwagi na znaki graficzne, w kontekście ciągłego tekstu. Szczegółowe cele nauczania są zindywidualizowane.

## Nauczyciel Reading Recovery
Zgodnie z koncepcją Lwa Wygotskiego nauczyciel Reading Recovery pełni rolę pośrednika pomiędzy tym, co dziecko wie i potrafi, a tym, czego jeszcze nie wie. Nauczyciel pracuje w strefie ‘najbliższego rozwoju ucznia’. Zaczyna od tego, co jest uczniowi znane, wyznacza następne, niezbyt odległe kroki w nauczaniu, nie tracąc cennego czasu na to, co uczeń już opanował. Wspomaga wysiłki ucznia w rozwiązywaniu problemów: zadaje pytania naprowadzające, udziela wskazówek oraz chwali za podejmowane działania. Nauczyciel decyduje na bieżąco: co i jak podpowiadać oraz jak silnego wsparcia udzielić uczniowi. Intensywne szkolenie nauczycieli Reading Recovery stanowi kluczowy element tego programu. Podczas rocznych, ukierunkowanych na działania praktyczne studiów, doświadczeni w nauczaniu czytania nauczyciele uczą się:
- wnikliwej obserwacji, zapisywania, analizowania i interpretowania zachowań indywidualnych uczniów podczas czytania i pisania,
- konstruowania i prowadzenia programów dostosowanych do potrzeb indywidualnych uczniów.

Ważną techniką szkolenia nauczycieli jest prowadzenie ‘lekcji za szkłem’ – z jednostronnym podglądem – przez każdego uczestnika programu. Lekcje te obserwowane w przyległym pomieszczeniu przez grupę pozostałych uczestników oraz trenera umożliwiają rozmowę na temat efektywności decyzji podejmowanych przez prowadzącego lekcję.

## Materiały do nauczania
Materiałami do nauczania w Reading Recovery są serie małych, ilustrowanych książeczek dla dzieci przystosowane do kolejnych stopni trudności. Dostępne są również materiały w formie podobnych książeczek, do testowania umiejętności czytania. Najbardziej popularny jest PM Benchmark Kit (2003, Nelson).

## Lekcje Reading Recovery
W programie Reading Recovery każde dziecko uczestniczy w codziennej, 30-minutowej, indywidualnej lekcji, przez okres 12-20 tygodni, ze specjalnie wyszkolonym nauczycielem. W ciągu dwóch pierwszych tygodni programu lekcje Reading Recovery nie posiadają wyraźnie zdefiniowanego scenariusza. Jest to okres zwany roaming around the known (wokół tego, co znane), w którym nauczyciel bawi się z dzieckiem w czytelnika, bazując na tym, co ono wie i potrafi. Podczas tej zabawy nauczyciel zbiera też dodatkowe informacje na temat aktualnych umiejętności ucznia. Uczeń pytany tylko o to, co wie, stopniowo nabiera pewności siebie w sięganiu po coś nowego. Nauczyciel dostosowuje swoje działanie do umiejętności ucznia, pozostawiając na dalszym planie założenia odgórnie narzuconych programów. Po okresie roaming typowa lekcja Reading Recovery, przebiegająca w dość energicznym tempie, przybiera następujący plan:
1. Czytanie znanych tekstów
  - Uczeń samodzielnie czyta wybrane przez siebie, znane mu teksty (1-2 małe książeczki), ćwicząc w ten sposób płynność czytania.
2. Zapis bieżący
  - Uczeń samodzielnie czyta tekst, który był nowym tekstem poprzedniego dnia.
  - W tym czasie nauczyciel, jako obiektywny obserwator, dokonuje szybkiego, kodowanego zapisu zachowań ucznia podczas czytania (running record). Zapis ten służy potem nauczycielowi do analizowania samodzielnych działań ucznia oraz podejmowania decyzji dotyczących dalszego toku nauczania.
3. Składanie i rozkładanie wyrazów
  - Nauczyciel posługuje się wielokolorowymi, plastikowymi literami magnetycznymi, demonstrując uczniowi, że cząstkami wyrazów można manipulować: wychodząc od znanych, tworzyć nowe.
  - Początkowo ta część lekcji bywa poświęcona poznawaniu liter.
4. Pisanie
  - Uczeń z pomocą nauczyciela zapisuje swój własny tekst.
  - Po zakończeniu pisania, nauczyciel zapisuje tekst na pasku papieru, po czym rozcina go na kawałki zamieniając tekst w ‘łamigłówkę wyrazową’.
5. Czytanie nowego tekstu
  - Nauczyciel dokonuje wprowadzenia do nowego, wybranego przez siebie tekstu, o średnim dla ucznia stopniu trudności.
  - Uczeń czyta nowy tekst, starając się samodzielnie rozwiązywać napotykane problemy. Nauczyciel wspomaga wysiłki ucznia.

## Wpływ Reading Recovery na kształtowanie się nowych metod nauczania
Filozofia oraz metodyka nauczania Reading Recovery wywarły duży wpływ na kształtowanie się nowych metod nauczania czytania i pisania, szczególnie w małych grupach uczniów (4-6 osób). Uważa się je za kompromis pomiędzy nauczaniem indywidualnym a nauczaniem całej klasy. Najbardziej rozpowszechnione formy nauczania grupowego to Guided Reading oraz Interactive Writing . Po odpowiednim przeszkoleniu nauczyciele klasowi wprowadzają te formy nauczania w warunkach całej klasy. Nauczyciel dzieli klasę na małe, w miarę jednorodne pod względem umiejętności grupy. Pracują one z nauczycielem na zasadzie rotacji grup, podczas gdy reszta uczniów w klasie zajęta jest inną, cichą pracą.

## Reading Recovery w świecie
Korzystając z najnowszych osiągnięć psychologii, pedagogiki oraz neuronauk Reading Recovery bezustannie się rozwija, zarówno w sferze badawczej, jak i w praktyce pedagogicznej. Program został spopularyzowany w kilku językach (angielskim, francuskim, hiszpańskim i holenderskim) w wielu rejonach świata, m.in. w Nowej Zelandii, Australii, USA, Kanadzie oraz w niektórych krajach UK. W Polsce dotąd jest mało znany.
Reading Recovery posiada ‘zastrzeżony znak towarowy’ przez Marie Clay Trust w Nowej Zelandii, The Ohio State University w USA oraz The Institute of Education w Wielkiej Brytanii. Integralności i reputacji Reading Recovery strzeże międzynarodowa organizacja International Reading Recovery Trainers Organization.

## Ośrodki Reading Recovery
Nowa Zelandia
The National Reading Recovery Centre, The University of Auckland Faculty of Education, Epsom Campus
Australia
- South Australia. earlyyears.sa.edu.au. [zarchiwizowane z tego adresu (2015-03-26)].
- New South Wales. curriculumsupport.education.nsw.gov.au. [zarchiwizowane z tego adresu (2015-08-22)].
- Victoria. education.vic.gov.au. [zarchiwizowane z tego adresu (2015-09-12)].
- Western Australia. curriculumsupport.education.nsw.gov.au. [zarchiwizowane z tego adresu (2015-08-24)].

Ameryka Północna
- The Reading Recovery Council of North America, Inc.

Kanada
- Canadian Institute of Reading Recovery (CIRR)

UK
- The International Literacy Centre, Institute of Education, University of London